# Vesperus jertensis
Vesperus jertensis es una especie de insecto coleóptero de la familia Vesperidae. Estos longicornios se distribuyen por el centro-oeste de la España peninsular (Extremadura).
V. jertensis mide entre 7,5 y 17,5 mm, estando activos los adultos en agosto y septiembre.